# Burg Wels

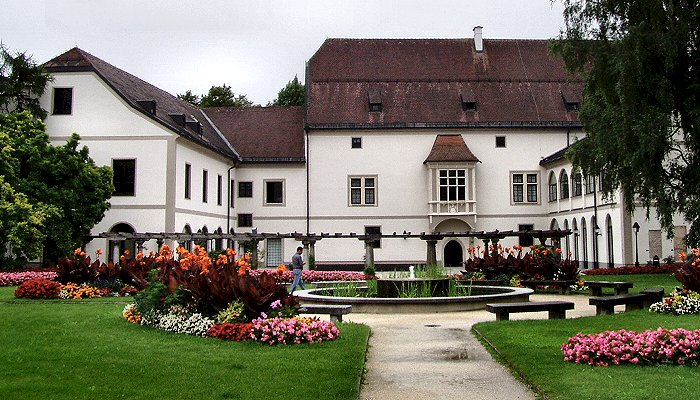
Burg Wels mit Burggarten

Die kaiserliche Burg Wels ist eine schlossartige Burg im Südosten des Stadtzentrums von Wels (Land Oberösterreich). Das ins Mittelalter zurückgehende Bauwerk war unter anderem im Besitz der Babenberger und der Habsburger. Das Gebäude befindet sich heute im Eigentum der Stadt und beherbergt das Welser Stadtmuseum und das Museum der Heimatvertriebenen.

## Geschichte
776 wird die Burg in Verbindung mit der Siedlung Wels „Castrum Uueles“ erwähnt. Die Burg war anfänglich ein Holzbau mit Palisaden und wurde erst im 12. oder 13. Jahrhundert aus Stein errichtet. Ende des 12. Jahrhunderts erfolgte eine Verpfändung an den Babenberger Leopold VI., Herzog von Österreich, und wurde von diesem dann 1222 angekauft. Nach dem Aussterben der Babenberger kam die Burg in den Besitz der Habsburger.

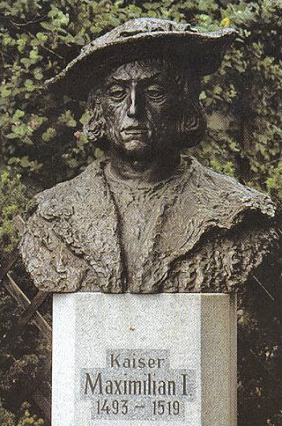
Denkmal für Kaiser Maximilian I. im Garten der Burg Wels

Unter Kaiser Maximilian I., der in der Burg am 12. Jänner 1519 starb, wurde die Burg von 1508 bis 1514 im spätgotischen Stil umgebaut. 1653 schenkte der römisch-deutsche König Ferdinand IV. die Burg dem Fürsten Johann Weikhard von Auersperg. 1865 wurde die Burg von den Auersperger an den Schmalzaussieder Ludwig Hinterschweiger verkauft, der den Ostflügel anbauen ließ. Um 1900 kam sie in den Besitz der Familie Blaimschein und 1937 wurde das Gebäude von der Stadt Wels erworben.

## Die Burg als Museum
Aktuell wird das Gebäude von der Stadt Wels als Museum genützt. In ihm sind das Welser Stadtmuseum und das Museum der Heimatvertriebenen untergebracht.
Lapidarium

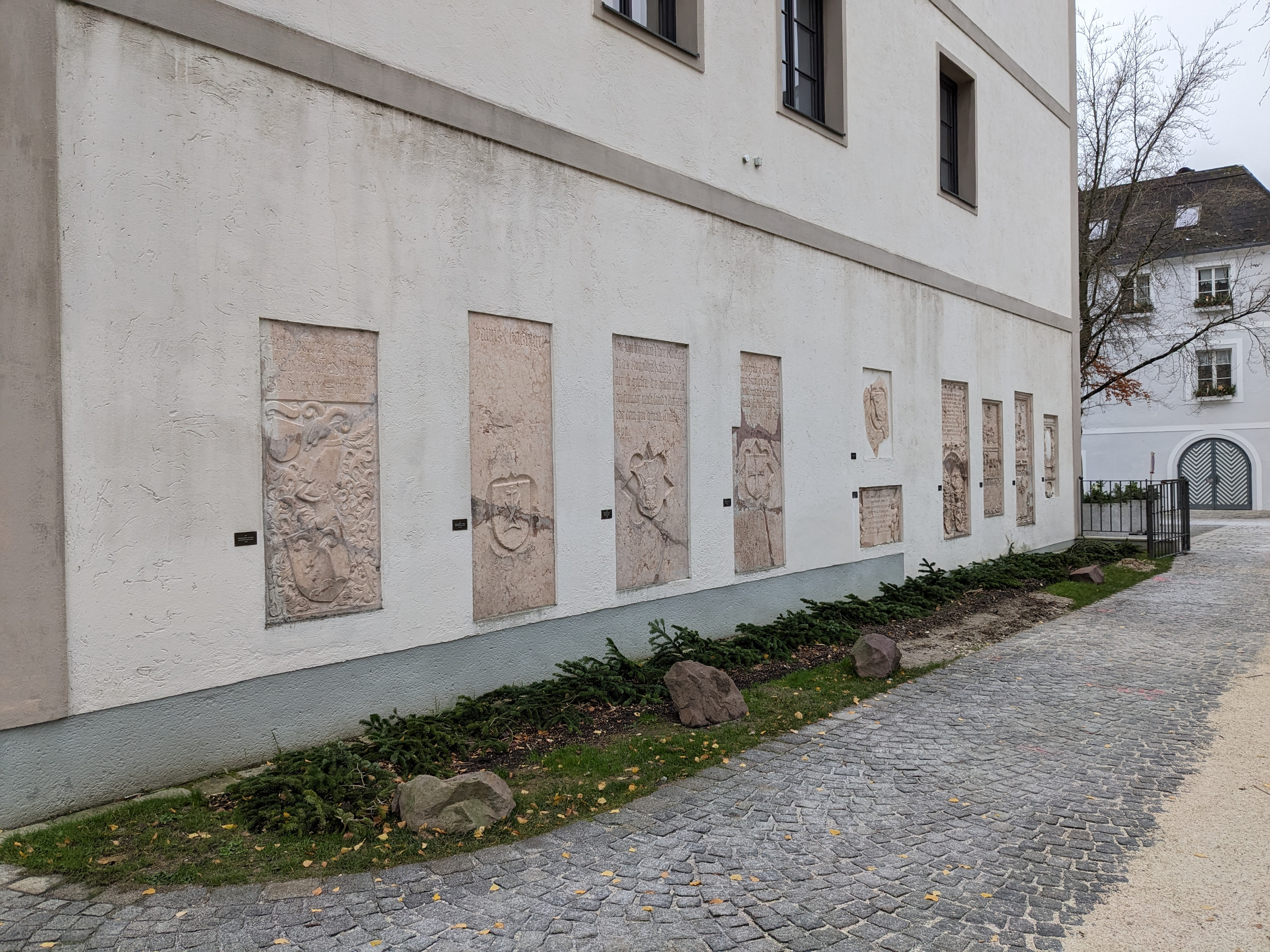
Lapidarium an der Nordwand des Westflügels

Das Lapidarium befindet sich an der Nordwand des Westflügels des Burggebäudes und an der Westseite der Umfassungsmauer des Burggartens. Einzelne Beispiele sind in der Sammlung (Raum II), bzw. in den Vorräumen der Sammlung und im Stiegenhaus untergebracht. Die Grabsteine, die teilweise nur in Fragmenten erhalten sind, reichen vom 15. bis zum 19. Jahrhundert. Die Grabsteine und Denkmäler stammen zum Teil von der Stadtpfarrkirche und dem ersten Pfarrfriedhof aus der unmittelbaren Umgebung der Kirche. Teilweise wurden sie von dem um 1570 angelegten und bis 1888 in Verwendung stehenden Friedhof am heutigen Marktplatz übertragen. Auch sind Grabsteine aus der Minoriten-Kirche gesammelt worden.